# Coagulopatia
Una coagulopatia (també anomenat trastorn de la coagulació) és una condició en la qual es veu afectada la capacitat de la sang a coagular. Aquesta alteració pot causar sagnat prolongat o excessiu, que pot ocórrer espontàniament o després d'una lesió o un procediments mèdics o dentals.
El procés de la coagulació normal depèn de la interacció de diverses proteïnes en la sang. Una coagulopatia pot ser causada per nivells baixos o l'absència de proteïnes de la coagulació sanguínia, conegudes com a factors de coagulació. Trastorns genètics, com ara l'hemofília i la malaltia de von Willebrand, cursen amb una reducció en els factors de la coagulació. Una coagulopatia també pot ocórrer com a resultat d'una disfunció o reducció dels nombre de plaquetes.
Davant d'una coagulopatia, poden administrar-se medicaments o factors de substitució. En el tractament substitutiu els factors de la coagulació disminuïts o absents són substituïts per proteïnes derivades de la sang humana o creats al laboratori. Aquesta teràpia es pot administrar per tractar l'hemorràgia que ja ha començat o per prevenir el sagnat que es produeixi.
Una coagulopatia pot causar sagnat incontrolable intern o extern. Un sagnat que no es tracta i que sigui greu pot causar dany a les articulacions, músculs o òrgans interns i pot ser potencialment mortal. Els pacients amb una coagulopatia han de buscar atenció mèdica immediata per als símptomes greus, incloent sagnat extern, sang en l'orina o la femta, visió doble, cefalàlgia o cervicàlgia greus, seguits de vòmits, dificultat per caminar, convulsions o atacs. S'ha de buscar assistència mèdica immediata si presenten hemorràgia externa lleu però imparable o inflor de les articulacions i rigidesa.